# Caner Erkin
Caner Erkin (Balıkesir, 4 oktober 1988) is een Turks voetballer die doorgaans als verdediger speelt. Erkin speelde tussen 2006 en 2022 in het Turks voetbalelftal.

## Clubcarrière
Erkin begon met voetballen bij de amateurclub Edremitspor Özcan Kolejispor en speelde daarna in de amateurafdeling van Vestel Manisaspor. In 2004 stroomde hij door naar de professionele A-selectie van de club. Zijn debuut in het eerste elftal van Manisaspor maakte Erkin op 18 december 2004 tegen Karşıyaka in de Bank Asya 1. Lig. Toen de club in het seizoen 2005/06 in de Turkcell Süper Lig belandde, speelde Erkin op 16 oktober 2005 tegen Denizlispor zijn eerste wedstrijd op het hoogste niveau.
Zijn eerste doelpunt in de Süper Lig maakte Erkin tegen Malatyaspor, waartegen hij direct ook zijn tweede doelpunt maakte. Daarna werd hij verkocht aan CSKA Moskou voor 4 miljoen euro. Zijn eerste wedstrijd voor CSKA was het duel tegen Zenit Sint-Petersburg, waar hij tegen landgenoot Fatih Tekke speelde. Zijn eerste doelpunt voor CSKA maakte hij op 12 juli 2008 tegen Spartak Moskou. Voorafgaand aan het seizoen 2009/10 huurde Galatasaray hem voor één jaar. In juni 2010 nam Fenerbahçe SK hem definitief over en gaf hem een vierjarig contract. Bij Fenerbahçe ontwikkelde Erkin zich binnen zijn eerste seizoen tot basisspeler; hij begon zijn carrière bij de club als linksbuiten, maar verschoof geleidelijk naar de positie van linksback. In de seizoenen 2010/11 en 2013/14 werd Erkin met Fenerbahçe landskampioen van Turkije en in 2012 en 2013 werden de toernooien om de Turkse voetbalbeker gewonnen. Scouts van meerdere Europese clubs bezochten wedstrijden van Fenerbahçe in het seizoen 2013/14 om Erkin te bekijken; tot een transfer leidde het niet, en Erkin tekende in juli 2014 een nieuw contract bij de club. Op 25 mei 2015 kreeg hij in de uitwedstrijd tegen Istanbul Başakşehir zijn vierde rode kaart in vijf seizoenen Fenerbahçe, naast meer dan veertig gele kaarten – maar hij was in dit duel niet de enige: drie van zijn ploeggenoten werden tijdens de wedstrijd (2–2 gelijkspel) van het veld gestuurd. Door het gelijkspel verspeelde de club haar kansen op de landstitel.

## Interlandcarrière
Erkin maakte op 26 mei 2006 zijn debuut in het Turks voetbalelftal, in een vriendschappelijke interland tegen Ghana. Bondscoach Fatih Terim liet hem beginnen in het basiselftal, waarna hij hem na rust verving door Uğur Boral. Het oefenduel eindigde in een 1–1 gelijkspel. Sinds 2006 werd Erkin regelmatig opgeroepen voor interlands van Turkije. Van zijn eerste twintig interlands (2006–2013) waren er achttien op vriendschappelijke basis; twee wedstrijden vonden plaats in een kwalificatietoernooi. In het kwalificatietoernooi voor het Europees kampioenschap voetbal 2016 was Erkin voor het eerst een basisspeler, met een basisplaats in de eerste vijf kwalificatiewedstrijden. Met Turkije nam hij in juni 2016 deel aan het Europees kampioenschap in Frankrijk. Na nederlagen tegen Spanje (0–3) en Kroatië (0–1) en een overwinning op Tsjechië (2–0) was Turkije uitgeschakeld in de groepsfase.

### Overzicht als interlandspeler
| Interlands van Caner Erkin voor Turkije | Interlands van Caner Erkin voor Turkije | Interlands van Caner Erkin voor Turkije | Interlands van Caner Erkin voor Turkije | Interlands van Caner Erkin voor Turkije | Interlands van Caner Erkin voor Turkije | Interlands van Caner Erkin voor Turkije |
| №                                       | Datum                                   | Wedstrijd                               | Uitslag                                 | Soort wedstrijd                         | Doelpunten                              |                                         |
| Als speler bij Manisaspor               | Als speler bij Manisaspor               | Als speler bij Manisaspor               | Als speler bij Manisaspor               | Als speler bij Manisaspor               | Als speler bij Manisaspor               | Als speler bij Manisaspor               |
| --------------------------------------- | --------------------------------------- | --------------------------------------- | --------------------------------------- | --------------------------------------- | --------------------------------------- | --------------------------------------- |
| 1.                                      | 26 mei 2006                             | Ghana – Turkije                         | 1 – 1                                   | Vriendschappelijk                       |                                         |                                         |
| 2.                                      | 4 juni 2006                             | Macedonië – Turkije                     | 1 – 0                                   | Vriendschappelijk                       |                                         |                                         |
| Als speler bij CSKA Moskou              |                                         |                                         |                                         |                                         |                                         |                                         |
| 3.                                      | 19 november 2008                        | Oostenrijk – Turkije                    | 2 – 4                                   | Vriendschappelijk                       |                                         |                                         |
| 4.                                      | 11 februari 2009                        | Turkije – Ivoorkust                     | 1 – 1                                   | Vriendschappelijk                       |                                         |                                         |
| 5.                                      | 2 juni 2009                             | Turkije – Azerbeidzjan                  | 2 – 0                                   | Vriendschappelijk                       |                                         |                                         |
| 6.                                      | 5 juni 2009                             | Frankrijk – Turkije                     | 1 – 0                                   | Vriendschappelijk                       |                                         |                                         |
| Als speler bij Galatasaray              |                                         |                                         |                                         |                                         |                                         |                                         |
| 7.                                      | 3 maart 2010                            | Turkije – Honduras                      | 2 – 0                                   | Vriendschappelijk                       |                                         |                                         |
| 8.                                      | 26 mei 2010                             | Noord-Ierland – Turkije                 | 0 – 2                                   | Vriendschappelijk                       |                                         |                                         |
| 9.                                      | 15 november 2011                        | Turkije – Kroatië                       | 0 – 3                                   | Kwalificatie EK 2012                    |                                         |                                         |
| 10.                                     | 29 februari 2012                        | Turkije – Slowakije                     | 1 – 2                                   | Vriendschappelijk                       |                                         |                                         |
| 11.                                     | 24 mei 2012                             | Georgië – Turkije                       | 1 – 3                                   | Vriendschappelijk                       |                                         |                                         |
| 12.                                     | 26 mei 2012                             | Finland – Turkije                       | 3 – 2                                   | Vriendschappelijk                       |                                         |                                         |
| 13.                                     | 29 mei 2012                             | Bulgarije – Turkije                     | 0 – 2                                   | Vriendschappelijk                       |                                         |                                         |
| 14.                                     | 2 juni 2012                             | Portugal – Turkije                      | 1 – 3                                   | Vriendschappelijk                       |                                         |                                         |
| 15.                                     | 5 juni 2012                             | Turkije – Oekraïne                      | 2 – 0                                   | Vriendschappelijk                       | 30'                                     |                                         |
| 16.                                     | 15 augustus 2012                        | Oostenrijk – Turkije                    | 2 – 0                                   | Vriendschappelijk                       |                                         |                                         |
| 17.                                     | 16 oktober 2012                         | Hongarije – Turkije                     | 3 – 1                                   | Kwalificatie WK 2014                    |                                         |                                         |
| 18.                                     | 14 november 2012                        | Turkije – Denemarken                    | 1 – 1                                   | Vriendschappelijk                       |                                         |                                         |
| 19.                                     | 28 mei 2013                             | Letland – Turkije                       | 3 – 3                                   | Vriendschappelijk                       |                                         |                                         |
| 20.                                     | 31 mei 2013                             | Slovenië – Turkije                      | 2 – 0                                   | Vriendschappelijk                       |                                         |                                         |
| 21.                                     | 14 augustus 2013                        | Turkije – Ghana                         | 2 – 2                                   | Vriendschappelijk                       |                                         |                                         |
| 22.                                     | 6 september 2013                        | Turkije – Andorra                       | 5 – 0                                   | Kwalificatie WK 2014                    |                                         |                                         |
| 23.                                     | 10 september 2013                       | Roemenië – Turkije                      | 0 – 2                                   | Kwalificatie WK 2014                    |                                         |                                         |
| 24.                                     | 11 oktober 2013                         | Estland – Turkije                       | 0 – 2                                   | Kwalificatie WK 2014                    |                                         |                                         |
| 25.                                     | 15 november 2013                        | Turkije – Noord-Ierland                 | 1 – 0                                   | Vriendschappelijk                       |                                         |                                         |
| 26.                                     | 19 november 2013                        | Turkije – Wit-Rusland                   | 2 – 1                                   | Vriendschappelijk                       |                                         |                                         |
| 27.                                     | 5 maart 2014                            | Turkije – Zweden                        | 2 – 1                                   | Vriendschappelijk                       |                                         |                                         |
| 28.                                     | 25 mei 2014                             | Ierland – Turkije                       | 1 – 2                                   | Vriendschappelijk                       |                                         |                                         |
| 29.                                     | 29 mei 2014                             | Honduras – Turkije                      | 0 – 2                                   | Vriendschappelijk                       | 82'                                     |                                         |
| 30.                                     | 1 juni 2014                             | Verenigde Staten – Turkije              | 2 – 1                                   | Vriendschappelijk                       |                                         |                                         |
| 31.                                     | 3 september 2014                        | Denemarken – Turkije                    | 1 – 2                                   | Vriendschappelijk                       |                                         |                                         |
| 32.                                     | 9 september 2014                        | IJsland – Turkije                       | 3 – 0                                   | Kwalificatie EK 2016                    |                                         |                                         |
| 33.                                     | 10 oktober 2014                         | Turkije – Tsjechië                      | 1 – 2                                   | Kwalificatie EK 2016                    |                                         |                                         |
| 34.                                     | 13 oktober 2014                         | Letland – Turkije                       | 1 – 1                                   | Kwalificatie EK 2016                    |                                         |                                         |
| 35.                                     | 12 november 2014                        | Turkije – Brazilië                      | 0 – 4                                   | Vriendschappelijk                       |                                         |                                         |
| 36.                                     | 16 november 2014                        | Turkije – Kazachstan                    | 3 – 1                                   | Kwalificatie EK 2016                    |                                         |                                         |
| 37.                                     | 28 maart 2015                           | Nederland – Turkije                     | 1 – 1                                   | Kwalificatie EK 2016                    |                                         |                                         |
| 38.                                     | 31 maart 2015                           | Luxemburg – Turkije                     | 1 – 2                                   | Vriendschappelijk                       |                                         |                                         |
| 39.                                     | 3 september 2015                        | Turkije – Letland                       | 1 – 1                                   | Kwalificatie EK 2016                    |                                         |                                         |
| 40.                                     | 6 september 2015                        | Turkije – Nederland                     | 3 – 0                                   | Kwalificatie EK 2016                    |                                         |                                         |
| 41.                                     | 10 oktober 2015                         | Tsjechië – Turkije                      | 0 – 2                                   | Kwalificatie EK 2016                    |                                         |                                         |
| 42.                                     | 13 oktober 2015                         | Turkije – IJsland                       | 1 – 0                                   | Kwalificatie EK 2016                    |                                         |                                         |
| 43.                                     | 24 maart 2016                           | Turkije – Zweden                        | 2 – 1                                   | Vriendschappelijk                       |                                         |                                         |
| 44.                                     | 29 maart 2016                           | Oostenrijk – Turkije                    | 1 – 2                                   | Vriendschappelijk                       |                                         |                                         |
| 45.                                     | 22 mei 2016                             | Engeland – Turkije                      | 2 – 1                                   | Vriendschappelijk                       |                                         |                                         |
| 46.                                     | 29 mei 2016                             | Turkije – Montenegro                    | 1 – 0                                   | Vriendschappelijk                       |                                         |                                         |
| 47.                                     | 5 juni 2016                             | Slovenië – Turkije                      | 0 – 1                                   | Vriendschappelijk                       |                                         |                                         |
| 48.                                     | 12 juni 2016                            | Turkije – Kroatië                       | 0 – 1                                   | EK 2016                                 |                                         |                                         |
| 49.                                     | 17 juni 2016                            | Spanje – Turkije                        | 3 – 0                                   | EK 2016                                 |                                         |                                         |